# Galū Ḩannā
Galū Ḩannā (persiska: گلو حنا, Galū) är en ort i Iran.   Den ligger i provinsen Kerman, i den sydöstra delen av landet, 1 000 km sydost om huvudstaden Teheran. Galū Ḩannā ligger 850 meter över havet och antalet invånare är 321.
Terrängen runt Galū Ḩannā är kuperad norrut, men söderut är den platt. Runt Galū Ḩannā är det glesbefolkat, med 16 invånare per kvadratkilometer. Närmaste större samhälle är Mardehek, 2,4 km norr om Galū Ḩannā. Trakten runt Galū Ḩannā är ofruktbar med lite eller ingen växtlighet.